# Mélanie Quentin
Pour les articles homonymes, voir Quentin (homonymie).
 (juin 2016).
Mélanie Quentin, née  le 6 février 1946 à Neuilly-sur-Seine (Hauts-de-Seine), est une sculptrice et lithographe française.

## Biographie
Après des études de psychologie, Mélanie Quentin suit les cours d'arts plastiques de la ville de Paris, s'initie à la lithographie à l'atelier Louis Vuillermoz, puis entre à l'atelier d'André Del Debbio à l'Académie Julian.
D'inspiration figurative et classique, Mélanie Quentin travaille autour du thème du corps humain : la femme, le couple ou les figures emblématiques. Son modelé est spontané et tout en touches. Elle sculpte ses modèles en terre chamottée qu'elle traduit ensuite en bronze.
Elle est sociétaire de la Fondation Taylor, du Salon des artistes français, de la Société nationale des beaux-arts, des artistes du Val de Marne et académicienne des beaux-arts de Saint-Louis.
Un reportage lui est consacré sur FR3 en 1998[réf. nécessaire]. En 2000, elle représente la France et la sculpture au premier forum international pour la paix des femmes créatrices de la méditerranée sous l'égide de l'UNESCO à Rhodes (organisé par la préfecture du Dodécanèse). Un livre sur son œuvre est publié par les éditions Les Léopards d'or en 2011, et la même année sort d'un DVD en 3D sur son travail chez Amélia Films.
Son œuvre fait l'objet d'articles dans la presse spécialisée (Univers des Arts publie des articles dans les éditions de décembre 1997, mai 2000, novembre 2000 et octobre 2006, et Arts actualités dans les éditions de mai 1994 et septembre 1997).

## Réception critique
« Ce qui est certain, c'est que ce sculpteur émérite n'en finit jamais de nous surprendre de faire en sorte que ses œuvres sont des amers nous permettant de nous situer dans le temps un peu comme si Mélanie Quentin devenait la contemporaine de tous les grands sculpteurs qui l'ont précédée »

— Patrice de La Perrière, in L'Univers des Arts, mars 2015.

« Chacune de ses sculptures est un petit univers à lui tout seul, racontant le fragment d'une histoire à la fois particulière et universelle. Mélanie Quentin nous invite à une méditation active, captant notre attention et l'orientant vers ce qui élève l'esprit et les sens […] Les subtilités de nuances colorées de ses bronzes, la grâce de ses attitudes, l'authenticité de ses sujets, contribuent à répondre à notre attente esthétique en étanchant dans le même temps notre soif d'absolu »

— Françoise de Céligny, in L'Univers des Arts, octobre 2006.

## Œuvres dans les collections publiques
- Barbizon, église : La Crèche de Barbizon, exposée annuellement devant l'église.
- Biches : monument funéraire, 1996.
- Saint-Maur-des-Fossés :
  - musée de Saint-Maur-des-Fossés : Mon oncle, 2000, groupe en bronze.
  - place de la Pelouse : Mon Oncle, 2000, groupe en bronze, monument en hommage au cinéaste Jacques Tati.
- Sainte-Marie-de-Ré, place des Pleïades : La Connaissance et Flamme, 2006.
- Villeneuve-le-Roi, collections municipales : une œuvre (sans titre), 2007.

## Salons
- Salon de Ballancourt de 1996.
- Salon des artistes français de 1994 à 2010. En 2001 (prix Jacques Couderc) et 2007 (médaille d'argent).
- Salon des artistes du Xe arrondissement de Paris, 1997.
- Salon d'Ormesson-sur-Marne de 2006.
- Salon de la Société nationale des beaux-arts.
- Salon d'autommne de Lunéville de 2014, 33e Salon à l'espace culturel Erckermann.
- Salon de Bures-sur-Yvette de 1991.
- Salon du Moulin de Pont-de-Ruan en (1997).
- Salon  au château du Croc à Chécy, Orléans en 1997.
- Salon Arts-Pluriel de Rueil-Malmaison, et Salon des beaux-arts de Garches de 1996.
- Salon Violet de 1997 à 2005.
- Salon Européen d'art contemporain à Saint-Brisson-sur-Loire de 1998.
- Salon des Beaux-Arts, Carrousel du Louvre, Paris, 2000.
- Salon d'automne, Ferrières-en-Brie, 2002.
- Sculptures en l'Île, Andrésy, 2005.
- Salon Art 2006, Bois-le-Roi, 2006.
- Biennale de sculptures du Val-de-Marne, Boissy-Saint-Léger.
- Salon d'automne de Montluçon, 2019 invitée d'honneur au château de la Louvière.

## Expositions
Belgique
- Knokke-le-Zoute : galerie Art concept (2007)

France
- Avignon : galerie Atezart.
- Barbizon : galerie Mélanie Quentin de (2003 à 2016), exposition des artistes de Barbizon, espace Marc Jacquet, du 8 au 17 mai 2015.
- Beaune : galerie Maryse Blaive. (1999-2000).
- Carpentras : chapelle du collège (2005-2006).
- Chatellerault : galerie Damon. (1996-2000).
- Courchevel : galerie Daniel Besseiche.
- Dammarie-lès-Lys : au château des Bouillants du 6 septembre au 5 octobre 2014.
- Dourdan:Salon de Printemps 2017, trois œuvres ont obtenu le Prix de sculpture: Esméralda,  La Tempête, Petits potins
- Honfleur : galerie Épreuves d'artistes (1995).
- Le Touquet: galerie l'Ermitage (2002-2010), galerie Demay-Debève. (1998-2000).
- Megève : galerie May.
- Orléans : galerie les Alizés (1999-2000).
- Château de Saint-Jean-le-Blanc, du 10 au 18 mai 2014 : invitée d'honneur.
- Ormesson-sur-Marne : invité d'honneur.
- Paimpol : galerie Sillage (2005-2007).
- Paris : galerie Boyrie, galerie Empreinte (1992-2005), galerie Josette Meyer (1996), L'Amour de l'Art (1999-2000), mairie du 8e arrondissement du 3 au 14 mars, invitée d'honneur.
- Paris, jardin des Plantes, Biennale européenne de sculptures, 1999-2001.
- Romilly-sur-Seine : invité d'honneur.
- Sables-d'Olonne : galerie Climat.(1998-2000).
- Saint-Emilion : The little Gallery (2002-2010).
- Saint-Jean-le-Blanc : au château en (1996) puis du 10 au 18 mai 2014.
- Saint-Martin-de-Ré : galerie Damon. (1996-2000)
- Saint-Ouen : BDV Décoration.
- Saint-Tropez : galerie Daniel Besseiche (2010).

Italie
- Florence : galerie Romanelli en (1996).

Japon
- Osaka : exposition internationale en 1989.

## Récompenses
- 1991 : premier prix de sculpture du Salon d'Ormesson-sur-Marne.
- 1996 : médaille d'or du salon international d'art de Vittel.
- 1996 : prix des visiteurs au Salon de Ballancourt.
- 1998 : prix Louis Madoré Fondation Taylor.
- 1998 : médaille de bronze au Salon des artistes français.
- 2001 : prix Jacques Couderc au Salon des artistes français.
- 2001 : médaille d'argent arts-sciences-lettres de la ville de Paris.
- 2001 : prix des visiteurs du Salon de Ballancourt.
- 2006 : prix de la ville de Fontainebleau.
- 2006 : premier prix de sculpture au salon d'Ormesson-sur-Marne.
- 2006 : prix du CESAF au salon d'automne de Villeneuve-le-Roi.
- 2007 : médaille d'argent au salon des artistes français.
- 2010 : médaille de vermeil de la Société Académique Arts-Sciences-Lettres de la ville de Paris.
- 2010 : académicienne des beaux-arts de Saint-Louis.
- 2010 : sociétaire de la Fondation Taylor.
- 2010 : sociétaire de la Société nationale des beaux-arts des artistes du Val-de-Marne.
- 2013 : prix de la ville de Saint-Maur-des-Fossés.

### Filmographie
- Reportage sur FR3 en 1998.[source insuffisante]
- Juvénile, réalisé par Michel Patient, coll. « Artiste en Direct », n°16, production Art et Film associés/Amélia Films, 2011.
- Offrande, réalisé par Michel Patient, production Art et Film associés/Amélia Films, 2015.
- Enceinte, réalisé par Michel Patient, production Art et Film associés/Amélia Films, 2015.
- Maternité, réalisé par Michel Patient, production Art et Film associés/Amélia Films, 2015.